# 나카이 쇼고
나카이 쇼고(일본어: 中井 昇吾 1984년 6월 19일 ~ )는 일본의 전 축구 선수이다.

## 구단 경력
과거 가시와 레이솔, 미토 홀리호크에서 활동하였다.